# Xenorhina arboricola
Xenorhina arboricola és una espècie de granota de la família Microhylidae que viu a Papua Nova Guinea.